# بيل إيرلي
بيل إيرلي (بالإنجليزية: Bill Earley)‏ هو لاعب كرة قاعدة أمريكي، ولد في 30 يناير 1956 في سينسيناتي في الولايات المتحدة.